# Sara Kebbon
Sara Kebbon, född 3 augusti 1970 på Öland, är en svensk dekorationsmålare. Hon är utbildad vid Cours Renaissance i Paris, Palm Fine Arts i Norrköping och Beckmans designhögskola i Stockholm. Främst verksam i Stockholmsområdet, där man bland annat kan se hennes dekorationsmåleri under broarna på Kungsgatan, på Liljeholmstorget, på Svartsjö slott samt i hundratals trapphus i centrala Stockholm. Under 2015 och 2016 var hon delaktig i renoveringen av Nationalmuseum. Hon har även medverkat i ett flertal tv-program som t.ex. Sambo (TV4) och den svenska versionen av Fab 5 (TV3), samt undervisat i dekorationsmåleri och måleridesign på Skandinaviska Färgskolan och Palm Fine Arts.